# Hopfgarten in Defereggen
Pour les articles homonymes, voir Hopfgarten.
Hopfgarten in Defereggen est une commune autrichienne du district de Lienz dans le Tyrol.